# شهباز خان (بازیگر)
شهباز خان (انگلیسی: Shahbaz Khan؛ با نام اصلی حیدرخان (انگلیسی: Haider Khan) زادهٔ ۱۰ مارس ۱۹۶۶ در ایندور) هنرپیشه فیلم، و تلویزیون اهل هند است که نقش حیدر علی در مجموعه تلویزیونی شمشیر تیپو سلطان را ایفا نمود.

## گزیده فیلمشناسی
فهرست برخی از فیلم‌هایی که شهباز خان در آنها به ایفای نقش پرداخته‌است:
- چنار: داستان عشق (۲۰۱۵)
- جات جیمز باند (۲۰۱۴)
- سینگ صاحب بزرگ (۲۰۱۳)
- مأمور وینود (فیلم ۲۰۱۲) (۲۰۱۲)
- آخرین شاه‌لیر (۲۰۰۷)
- برادر بزرگ (فیلم ۲۰۰۷) (۲۰۰۷)
- قیام مانگال پاندی (فیلم) (۲۰۰۵)
- تانگو چارلی (۲۰۰۵)
- سرگرمی (فیلم ۲۰۰۴) (۲۰۰۴)
- قسمت (فیلم ۲۰۰۴) (۲۰۰۴)
- فرار از تله (فیلم) (۲۰۰۳)
- قهرمان: داستان عشق جاسوس (۲۰۰۳)
- هوا (۲۰۰۳)
- مطرود (فیلم ۲۰۰۲) (۲۰۰۲)
- دشمن بزرگ (فیلم) (۲۰۰۲)
- این جادو است (۲۰۰۲)
- ما کمتر از دیگران نیستیم (فیلم ۱۹۷۷) (۲۰۰۲)
- دارم عاشقت میشم (فیلم) (۲۰۰۲)
- عشق زندگی است (۲۰۰۱)
- چون من دروغ نمی‌گویم (۲۰۰۱)
- افسر (۲۰۰۱)
- راجو چاچا (۲۰۰۰)
- بریم برادر (فیلم ۲۰۰۰) (۲۰۰۰)
- ابر (فیلم ۲۰۰۰) (۲۰۰۰)
- به هندوستان قسم (۱۹۹۹)
- بازیکن بین‌المللی (۱۹۹۹)
- مهندی (فیلم ۱۹۹۸) (۱۹۹۸)
- جناب سرگرد (۱۹۹۸)
- یک دنده (فیلم ۱۹۹۷) (۱۹۹۷)
- جی ویکرانتا (۱۹۹۵)
- شمشیر تیپو سلطان(۱۹۹۰)